# Bystrany
Bystrany jsou obec na Slovensku v okrese Spišská Nová Ves, v Košickém kraji.

## Polohopis
Obec se nachází v jižní části Hornádské kotliny.

### Sousední obce
Bystrany sousedí s obcemi Olcnava, Hincovce, Trsťany, Spišské Vlachy

### Vodní toky
- Kobulianský potok
- Klčovský potok

## Dějiny
První písemná zmínka o obci je z roku 1268. Název obce je německého původu. Původně se jmenovala Eulenbach – Soví potok, později byla přejmenována na Vlenbach, Velbach a po 2. světové válce na Bystrany. 
V 18. stol. byl postaven římskokatolický kostel sv. Petra a Pavla (1779). V polovině 19. století si Gustáv Czáky (1803 – 1883) postavil v obci zámeček v neoklasicistním slohu. V tomto období byla také postavena kaple a při kostele osázena zahrada s parkem, vzácnými dřevinami, stromy a fontánou uprostřed. Posledním majitelem zámečku byl Hilár Czáky, který jej vlastnil až do konfiskace v roce 1945. Zámeček byl zbořen v letech 1992 – 1993. Za kostelem jsou v hrobkách pohřbeni někteří z rodu Czákyů.

### Staré a cizí názvy obce
- 1268 – Ewlenbach
- 1298 – Vlenbach
- 1773 – Welbachy
- 1940 – Veľbachy
- 1948 – Bystrany

Německý název: Ulebach, Eullabach, Wellbach, Eilenbach

Maďarský název: Velbach, Ágostháza

## Politika

### Starostové obce
- 1990 – 1994 Vladimír Pavlík (KDH, VPN)
- 1994 – 1998
- 1998 – 2002 Vladimír Pavlík (HZDS)
- 2002 – 2004 František Pačan (ROISR)
- 2004 – 2006 František Žiga
- 2006 – 2010 František Žiga (RIS)

### Zastupitelstvo
- 1990 – 1994 – 12 poslanců
- 1994 – 1998 – 12 poslanců (7 HZDS, 5 KDH)
- 1998 – 2002 – 12 poslanců (5 HZDS, 3 KDH, 3 ROI, 1 DS)
- 2002 – 2006 – 9 poslanců (9 ROISR)
- 2006 – 2010 – 9 poslanců (4 ZRS, 2 KDH, 2 SMĚR, 1 KDU-ČSL)

### Obyvatelstvo
Vývoj obyvatelstva od roku 1869
| Rok sčítání | Počet obyvatel | Počet domů |
| ----------- | -------------- | ---------- |
| 1869        | 613            | -          |
| 1880        | 599            | 90         |
| 1890        | 597            | 91         |
| 1900        | 626            | 108        |
| 1910        | 629            | 100        |
| 1921        | 588            | 96         |
| 1930        | 609            | 117        |
| 1950        | 846            | 145        |
| 1961        | 1 146          | 174        |
| 1970        | 1 407          | 166        |
| 1980        | 1 662          | 256        |
| 1991        | 1 934          | 259        |
| 2001        | 2 523          | 469        |

Složení obyvatelstva podle náboženského vyznání (2001)
|                          | Počet obyvatel | %    |
| ------------------------ | -------------- | ---- |
| Římskokatolická církev   | 2 489          | 98,7 |
| Řeckokatolická církev    | 3              | 0,1  |
| Evangelická církev a. v. | 1              | 0,0  |
| Bez vyznání              | 15             | 0,6  |
| Ostatní a nezjištěno     | 15             | 0,6  |

Složení obyvatelstva podle národnosti (2001)
|                      | Počet obyvatel | %    |
| -------------------- | -------------- | ---- |
| Slovenská            | 2 289          | 90,7 |
| Romská               | 222            | 8,8  |
| Česká                | 1              | 0,0  |
| Ostatní a nezjištěno | 11             | 0,4  |

## Kultura a zajímavosti

### Památky
Zámeček
Novoklasicistní, postavený kolem roku 1860, s menšími úpravami z konce 19. a zač. 20. století. Dvoupodlažní budova se dvěma křídly, kolmo na sebe situovanými, a představenou přízemní vstupní lodžií. Křídla mají tříosé pavilony, spojené s otevřenými lodžiemi v přízemí i na patře. Po letech chátrání byl zámeček v 90. letech zbourán.
Katolický kostel sv. Petra a Pavla apoštolů
Je z let 1779 – 1784, klasicistní na starším základě, s pozdějšími menšími úpravami. Jednolodní prostor s polygonálním uzávěrem, přistavěnou sakristií a představěnou třípodlažní věží. Celý prostor je zaklenutý pruskou klenbou. Fasády jsou členěny lizénami a nároží věže pilastry. V interiéru je částečně zachována původní výmalba. Hlavní oltář je klasicistní z druhé poloviny 18. stol. s ústředním obrazem sv. Petra a Pavla. Dva boční oltáře sv. Rodiny a sv. Jana Nepomuckého jsou řešeny jako pendanty, luisézní, z druhé poloviny 18. stol. Kazatelna, křtitelnice, varhany a patronátní lavice hrabat Csákyů jsou luisézní, současné se stavbou. Socha Piety je polychromovaná lidová dřevořezba z 18. stol. K vnějšku kostela byly přistavěny dvě krypty: jedna je pseudogotická z druhé poloviny 19. stol., v ní pozdněbarokní oltář P. Marie z 18. stol., druhá v secesním stylu z období kolem roku 1915.

### Sport
- Tj SSm Bystrany

Fc Spartak

## Hospodářství a infrastruktura
Farní úřad
- Římskokatolický

Školství
- 2 mateřské školy
- Základní škola